# Mierniczy przysięgły

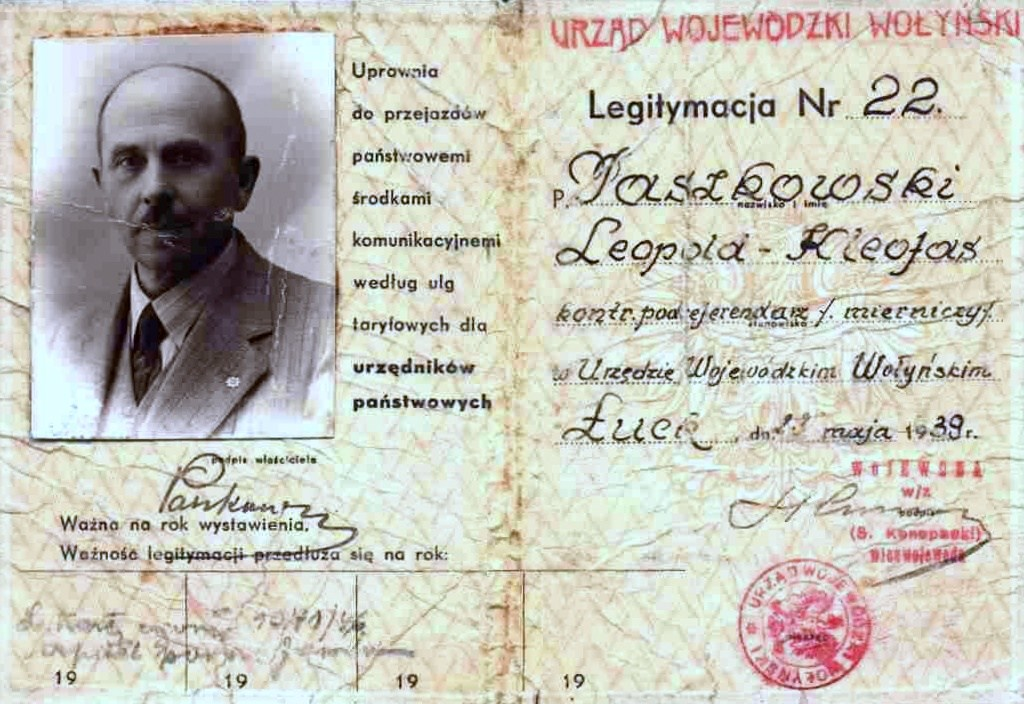
Legitymacja mierniczego przysięgłego z 1939 r.

Pieczęć mierniczego przysięgłego

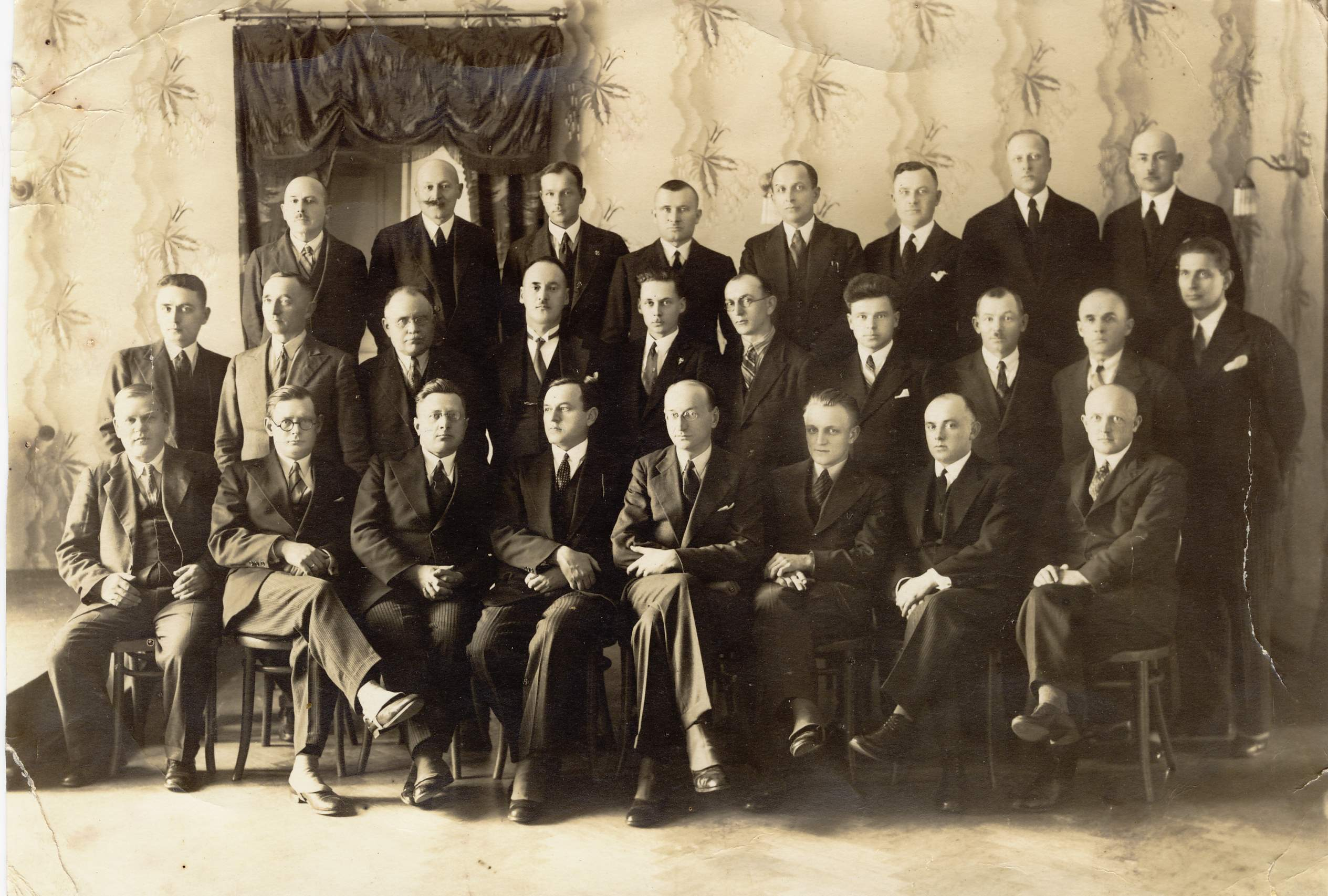
Mierniczowie przysięgli z Łucka

Pierworys (plan posiadłości) wykonany przez mierniczego przysięgłego w 1931 r.

Mierniczy przysięgły – osoba zajmująca się miernictwem (rodzajem geodezji) jako wolnym zawodem w Polsce w latach 1925–1952.
Spełnienie warunków pozwalających uzyskać tytuł mierniczego przysięgłego, wymagało długotrwałego przygotowania, zazwyczaj poprzez konieczność odbycia odpowiednich studiów, a także stażu zawodowego. Wnioski o nadanie tytułu mogły składać osoby które spełniały warunki podane w ustawie z dnia 15 lipca 1925 roku.
Ustawa ta gwarantowała mierniczemu przysięgłemu wyłączność na prowadzenie wszelkich prac przynależnych do tej profesji i dawała gwarancję należytego ich wykonania.
Złożenie przysięgi podnosiło rangę zawodu, a mierniczy przysięgły stawał się osobą zaufania publicznego. Mierniczy przysięgły był bowiem nie tylko wykonawcą czynności technicznych, ale także stanowił wymiar sprawiedliwości w kwestiach spornych, określał prawa własności i ustalał obowiązek podatkowy.
Zawód mierniczego przysięgłego cieszył się ogromnym prestiżem wśród kręgów władz państwowych oraz społeczeństwa. Mierniczowie przysięgli zrzeszali się w stowarzyszenia zawodowe, regionalne i ogólnopolskie, jak np. Związek Mierniczych Przysięgłych powstały na początku 1926 r.
Polskie Związki Mierniczych przystąpiły do Międzynarodowej Federacji Geodetów (FIG) w roku 1926.
Termin miernictwo i związany z nim zawód mierniczego przysięgłego jako osoby zaufania publicznego, należy do polskiej tradycji i został zmieniony w latach po II wojnie światowej z powodów politycznych – instytucja mierniczego przysięgłego została zniesiona i nie została przywrócona do dziś.

## Rys historyczny
Po raz pierwszy nazwa „mierniczy” pojawia się na Śląsku w dokumencie z 1283 r., z którego wynika, że na polecenie księcia Władysława opolskiego, sędzia Lacyboriusz i mensurator Gregorius (tj. mierniczy Grzegorz) dokonali rozgraniczenia wsi Seuenewalde niedaleko Gliwic.
W materiałach historycznych z kolejnych wieków, można znaleźć szereg zapisów i notatek w których opisywano pracę ówczesnych mierników. Nazywano ich żerdnikami królewskimi lub komornikami granicznymi podlegającymi pod urzędy szlacheckie podkomorzych ziemskich, których mianował sam król.
W XIV wieku statuty wiślickie wydane przez Kazimierza III Wielkiego oraz późniejsze konstytucje z XV i XVI wieku, ustalały tryb powoływania komorników granicznych, oraz tekst obowiązującej ich przysięgi. Według konstytucji z 1588 roku, rota przysięgi była następująca:

Ja N … przysięgam P. Bogu, iż sprawiedliwie według P. Boga, prawa pisanego, Sprawiedliwości, kontrowersje stron sądzić, tychże kontrowersji pilnie słuchać i one przyjmować; także znaki graniczne i podobieństwa ich uważać i wiernie opisować, ktemu księgi swe i przodków swych wiernie chować i w nie wpisować będę. Na którym Sądzie nie mam mieć względu na żadną osobę, tak przyjaciela jako i nieprzyjaciela, bogatego i ubogiego, gościa i swojego, nikomu w tym moim sądzie żadnej przyjaźni i nieprzyjaźni nie pokazując, daru ni od kogo względem tego Sądu nie biorąc.
Tak mi Panie Boże dopomóż i ta Ś. Ewangelia”.

W XVII wieku na ówczesnej Akademii Krakowskiej (obecnie Uniwersytet Jagielloński) utworzono katedrę geodezji, której adepci nosili tytuł geometry królewskiego. Tak wysokie umieszczenie profesji mierniczej w hierarchii urzędniczej, wynikało z potrzeby zapewnienia rzetelności i wiarygodności wyników prac pomiarowych, gdyż zdarzały się przypadki fałszowania wyników pomiarów z korzyścią dla określonych grup społecznych.
Łukasz Górnicki w swoich pamiętnikach Dzieje w Koronie Polskiej wydanych w Krakowie w 1637 roku, opisuje przypadek fałszywego pomiaru gruntów dokonanego przez „mierników”, co w efekcie spowodowało śmierć właściciela. Fałszywe pomiary gruntu prowadziły nawet do wytyczenia granicy przebiegającej „przez środek izby”:

Miernicy jeździli po Podlasiu w bielskim powiecie, nad któremi był od króla superintendentem niejaki Stanisław Skoczek [...] A iż ten Skoczek nieludzce się obchodził z ludźmi, tak iż czasem przez środek izby sznur miernikom kazał ciągnąć dziury przewierciwszy, odjął też był niesłusznie niejakiemu Wójcikowi nie mało gruntu. Ten Wójcik kilkakroć królowi się skarżył o krzywdę, naostatek w Rudnikach tak domawiał królowi, com ja sam słyszał, iż godzien był karania. [...] Tego Wójcika włóczono po mieście na łubie, a po włóczeniu ścięto. A gdy na śmierć był sądzony, podał regestrzyk, w którym wypisane były zbrodnie mierników i Skoczkowe, zaczem król kazał wziąść imienie Skoczkowi, i dlatego był bez niego: potem za przyczyną wielkich panów kazał mu je król zasię wrócić.

Józef Naronowicz-Naroński w swoim dziele Księgi nauk matematycznych, ujawnia jakie nadużycia były popełniane wówczas przy pomiarach gruntów chłopskich:

[...] Rewizorowie, aby się panom swym przysłużyć, radzi przyczyniając intraty, sznura ukracają, żeby gruntu więcej nalazł z pomiary, a potem przez to, aby większą auctię (dochód) ukazał do skarbu pańskiego.

W innym swoim dziele: Budownictwo wojenne, Naroński stawia zawodowi inżynierskiemu wysokie wymagania natury moralnej:

Ma też być mój ingenier pobożny, cnotliwy, szczery, Ojczyznę i Rzeczpospolitą swoję gorliwie miłujący. Ma być tubylcem, ziemkiem, a nie cudzoziemcem. Ma być trzeźwy, nie wszeteczny, skryty i sekreta umiejący zachować, spekulatius zawsze pracujący i żadnych narowów złych i afektów nikczemnych nie mający.

Sylwetka „dobrego ingieniera” wymagała posiadania odpowiednich cech intelektualnych i fizycznych:

Prawdziwa jest przypowieść, że ingienier ma mieć głowę żelazną, aby do prac i myślenia była trwała: krzyż ołowiany w siedzeniu, aby usiadłszy na spekulatywie statecznie robił, aż dokończy; oczy strusie, aby patrząc pilno swej rzeczy, inwencyją wylągł, jako struś dzieci z jaja wzrokiem wylęga; nogi sarnie aby nie leniwo około delineacyj (pomiaru) i około stanowienia fortec, obozów, okopów – gdy zakłada – biegał; mieszek fortunatów na wydatki, na instrumenta i na materyje, na papiery i na księgi...

Pomimo tych „zaleceń”, mapy tworzone przez „urzędy podkomorskie”, nadal były złej jakości, a sądy II instancji tzw. „trybunały” miały trudności ze sprawiedliwym wyrokowaniem w sprawach spornych. Król Stanisław August Poniatowski rozszerzył instytucję Geometry Jego Królewskiej Mości. Tytuły takie nadano 288 osobom, które musiały mieć referencje od zaufanych króla.
Rozbiory Polski i utrata niepodległości pozostawiła sprawy polskiego miernictwa w rękach trzech państw: Austrii, Prus i Rosji. Egzaminowali oni polskich mierniczych, nakazując im spełniać odmienne od poprzednio obowiązujących praw i norm.
Wincenty Wrześniowski (1800–1862), profesor Szkoły Inżynierii Cywilnej w Warszawie w przedmowie do swojego podręcznika „Miernictwo niższe” (1841) tak charakteryzuje stan miernictwa polskiego:

Pomimo tylu i tak ważnych użytków, miernictwo u nas długo w zaniedbaniu było. Lecz cóż być mogło tak niskiego stanu tyle pożytecznej nauki? Małe usposobienie dawniejszych jeometrów, żadna odpowiedzialność za niedbałe roboty, a nareszcie – niedostatek dzieł w ojczystym języku traktujących o miernictwie.

W odrodzonej Polsce, na zjeździe mierniczych w 1919 r., znalazło się 250 uczestników o różnych tytułach i zróżnicowanych umiejętnościach. Potrzeby gospodarcze młodego państwa wymagały stworzenia trzonu służby geodezyjnej, zdolnej do przeprowadzenia pomiarów kraju i innych niezbędnych prac urządzeniowo-rolnych.

## Podstawy prawne nadawania tytułu mierniczego przysięgłego

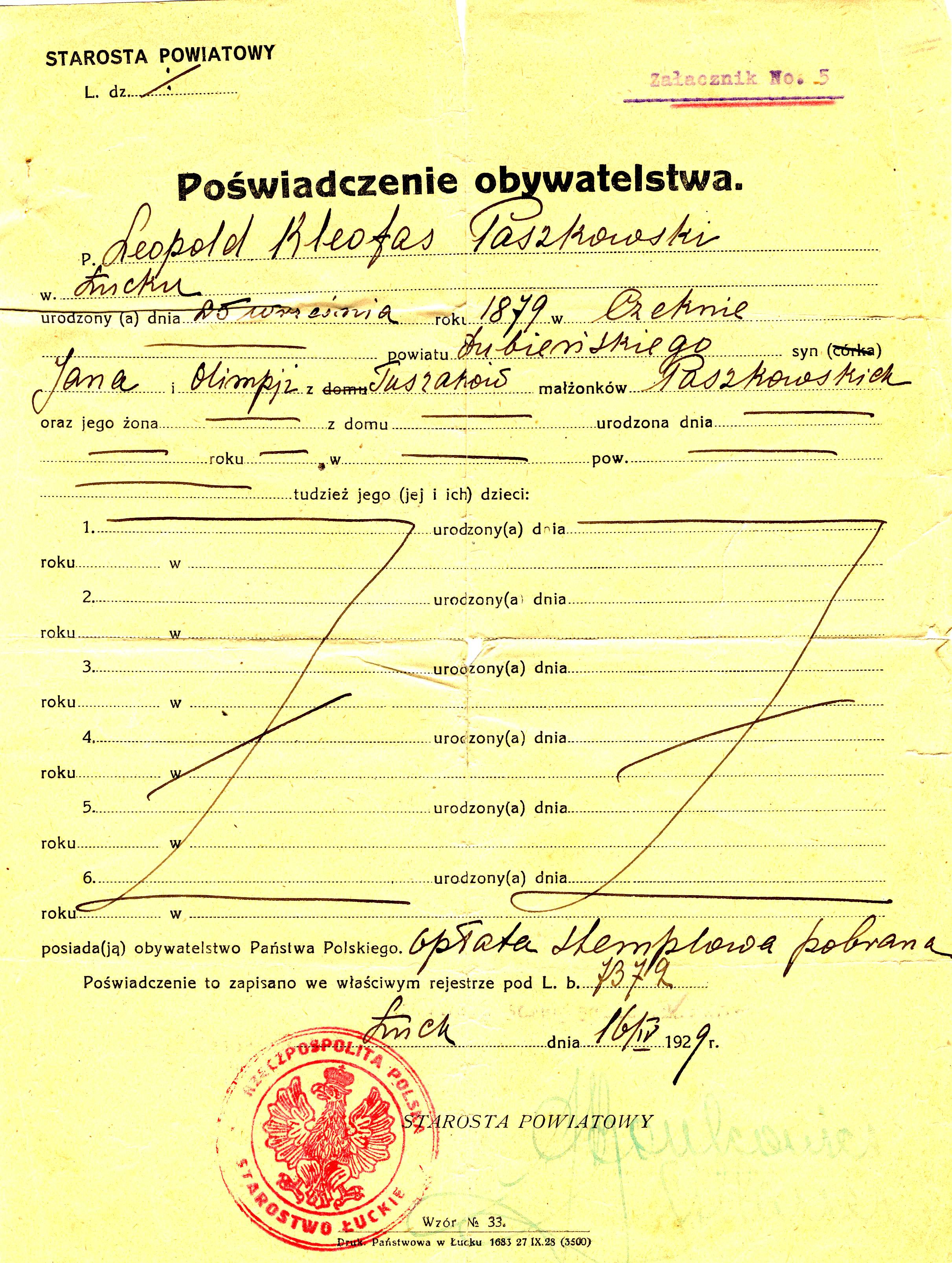
Poświadczenie obywatelstwa polskiego dla kandydata na mierniczego przysięgłego

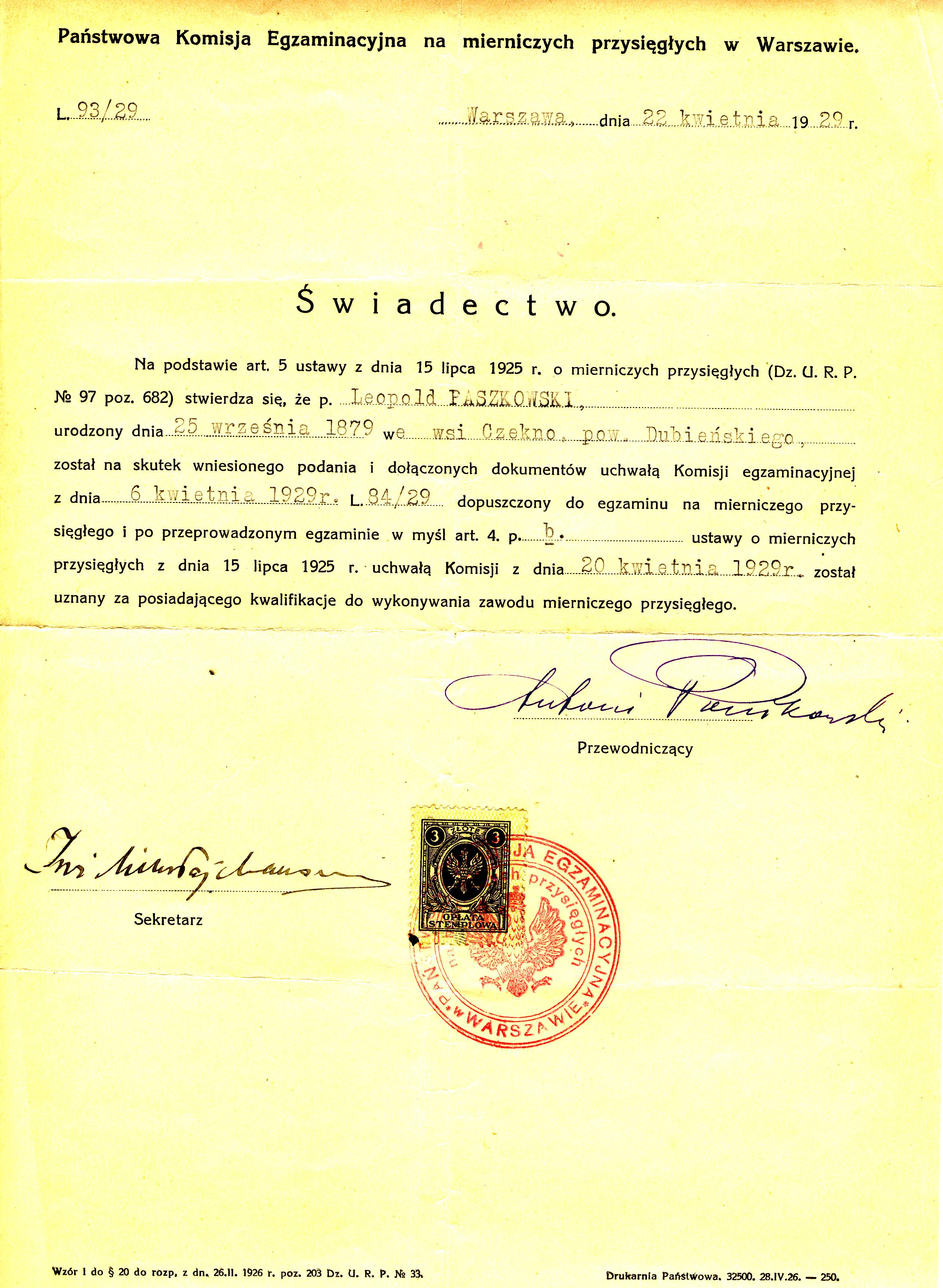
Świadectwo z egzaminu

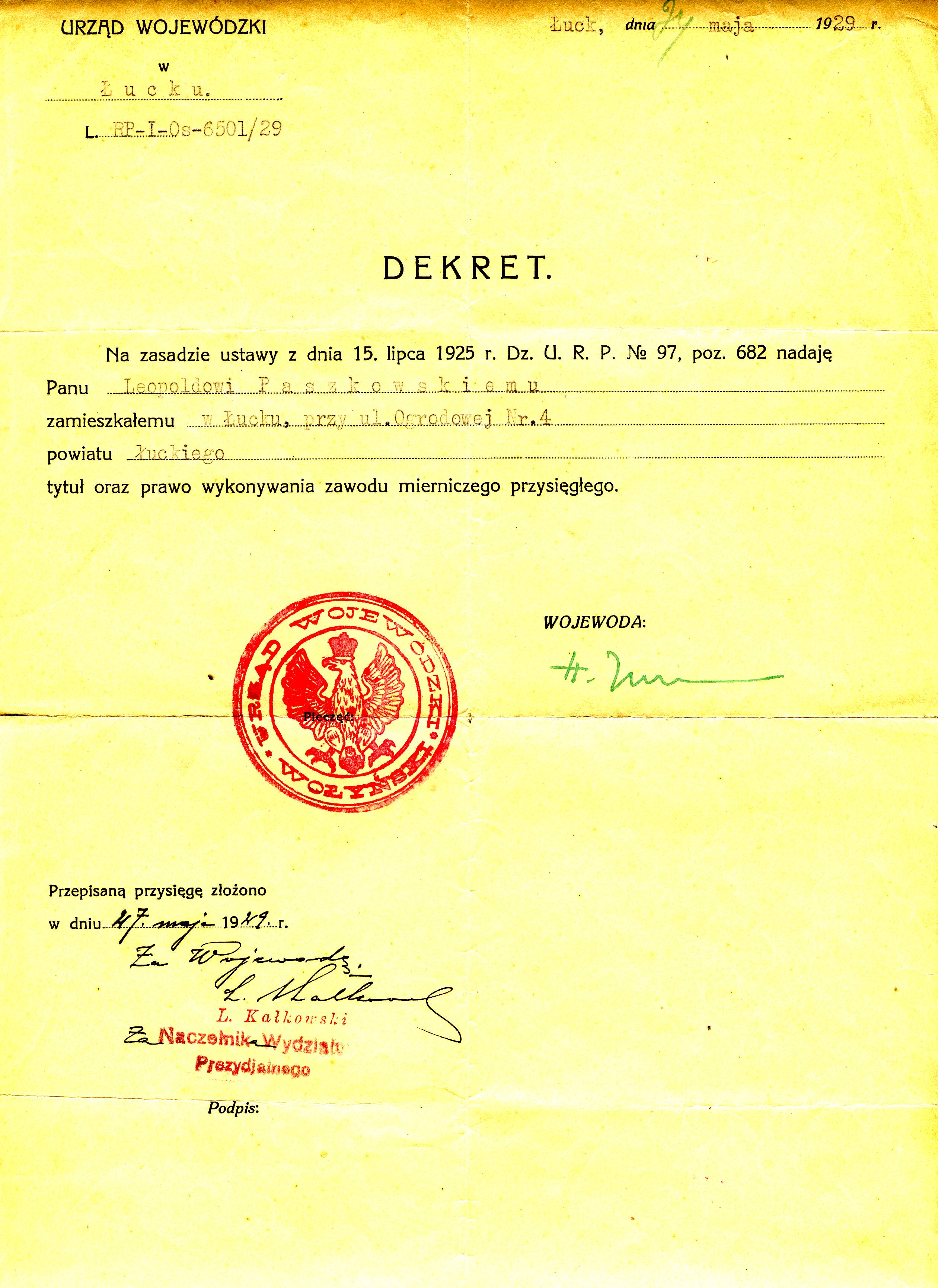
Dekret wojewody nadający tytuł mierniczego przysięgłego

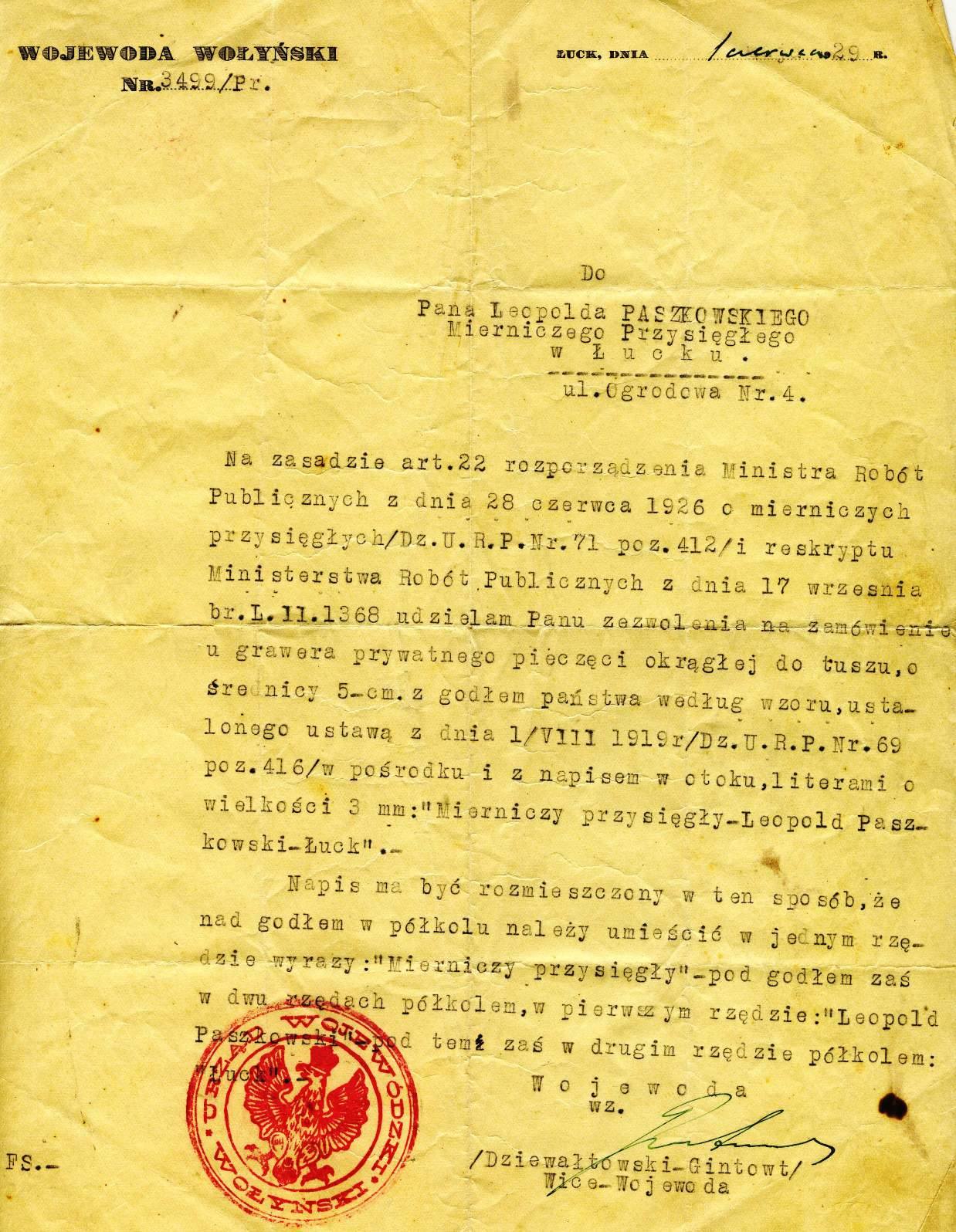
Zezwolenie na pieczęć

Sejm I kadencji uchwalił ustawę z dnia 15 lipca 1925 roku o mierniczych przysięgłych. Aby uzyskać tytuł mierniczego przysięgłego kandydat musiał mieć polskie obywatelstwo, ukończone odpowiednie studia, odbyć przepisaną praktykę, zdać egzamin o charakterze praktycznym i nie być pozbawionym praw wyborczych. Wymieniono też obowiązki, jakie wynikały z posiadania tego tytułu, m.in.:

Mierniczy przysięgły odpowiada osobiście za prawidłowe, terminowe i sumienne oraz zgodne z wymaganiami nauki, techniki i obowiązujących przepisów wykonanie prac wchodzących w zakres jego czynności.

Ustawa ta była pierwszym w Europie przepisem prawnym regulującym wykonywanie wolnego zawodu w miernictwie.
Praktyczną realizację ustawy z 1925 r. zapewniło Rozporządzenie Ministra Robót Publicznych w porozumieniu z Ministrem Reform Rolnych z dnia 28 czerwca 1926 r. o wykonywaniu ustawy o mierniczych przysięgłych z dnia 15 lipca 1925 r.
O tytuł mierniczego przysięgłego mogły ubiegać się osoby z wykształceniem średnim; abiturienci średnich szkół mierniczych oraz osoby z wykształceniem wyższym po uzyskaniu stopnia inżyniera mierniczego.
Po ukończeniu szkół kandydaci odbywali praktykę u mierniczego przysięgłego posiadającego własne biuro. Długość trwania tej praktyki uzależniono od stopnia wykształcenia. Dla osób z wykształceniem średnim praktyczna nauka zawodu trwała 5 lat, a dla osób z wykształceniem wyższym – 2 lata. Dowodem odbycia praktyki było zaświadczenie wystawione przez prowadzącego ją mierniczego przysięgłego.
Kandydat, który zakończył praktykę, mógł przystępować do egzaminu kwalifikacyjnego przed jedną z dwóch państwowych komisji egzaminacyjnych, z których jedna zbierała się w Warszawie, druga we Lwowie, dwa razy w roku. Osoba egzaminowana musiała przedstawić wykonaną na zlecenie komisji kwalifikacyjnej pracę opatrzoną odpowiednią dokumentacją, a następnie ją obronić. Egzamin ten miał wykazać wystarczające przygotowanie zawodowe i umiejętność samodzielnego wykonywania czynności mierniczego przez kandydata. Poza praktyczną częścią egzaminu komisja weryfikowała także znajomość ustaw, rozporządzeń i instrukcji z zakresu geodezji i kartografii oraz z dziedzin im pokrewnych. Jeśli większością głosów członkowie komisji egzaminacyjnej uznali przygotowanie kandydata do samodzielnego pełnienia funkcji mierniczego przysięgłego za dostateczne, wydany zostawał dokument w postaci świadectwa potwierdzającego praktyczną znajomość zawodu.
Ostatnim etapem procedury nadawania tytułu i uprawnień zawodowych było złożenie przez osobę kandydującą podania do właściwego miejscowo urzędu wojewódzkiego.
Do podania dołączano:
- dowód obywatelstwa polskiego
- życiorys
- świadectwo ukończenia szkoły
- zaświadczenie z odbytej praktyki
- świadectwo z egzaminu praktycznego

Tytuł mierniczego przysięgłego nadawał wojewoda w drodze dekretu, po uprzednim rozpatrzeniu podania kandydata.
Podczas zaprzysiężenia przyszły mierniczy przysięgły składał na ręce wojewody przysięgę o treści (pisownia oryginalna):

Przysięgam Panu Bogu Wszechmogącemu i Wszechwiedzącemu w Trójcy Świętej Jedynemu, że będę wypełniać obowiązki moje jako mierniczy przysięgły wobec Rzeczypospolitej Polskiej wiernie i sumiennie, że prawom i rozporządzeniom posłusznym będę, a w szczególności, że moje czynności zawodowe wedle mojej najlepszej wiedzy i woli sprawować, prawdy ściśle przestrzegać i przepisy prawa wypełniać będę i ani prośbami, ani groźbami ani żadnemi ubocznemi względami i wpływami od sprawiedliwego i sumiennego spełnienia zawodu, przestrzegania ustaw, rozporządzeń, przepisów i instrukcji mierniczych odwieść się nie dam.
Tak mi Panie Boże dopomóż.
[...]
(Dla wyznań niechrześcijańskich skreślić słowa „w Trójcy Świętej Jedynemu”)

Tekst przysięgi przyszły mierniczy przysięgły podpisywał w obecności przyjmującego przysięgę, a dekret ogłaszany był we właściwym Dzienniku Wojewódzkim.
Następnie przyszły mierniczy przysięgły zwracał się z prośbą do Wojewody o pozwolenie na zamówienie okrągłej, metalowej pieczęci do tuszu z godłem państwowym w środku.
W otoku był napis: MIERNICZY PRZYSIĘGŁY – imię i nazwisko. Zaopatrzone taką pieczęcią dokumenty (plan czy mapa) były dokumentami urzędowymi.
Fakt posiadania pieczęci ogłoszony był we właściwym Dzienniku Wojewódzkim.
Wojewoda miał prawo kontrolowania czynności zawodowych mierniczych za pośrednictwem urzędników wojewódzkich lub innych urzędów państwowych. W przypadku stwierdzenia nierzetelnego i niezgodnego z przepisami prawnymi i technicznymi wykonywania prac przez mierniczego, właściwy miejscowo wojewoda mógł zawiesić go w czynnościach zawodowych, zarządzając przy tym wszczęcie postępowania dyscyplinarnego.
Ustawa z 1925 r. wprowadzała trzy istotne zasady:
- zniesiono różnorodność tytułów zawodowych funkcjonujących po zaborach, w miejsce których wprowadzono jeden tytuł Mierniczy Przysięgły
- zastrzeżono wyłączność uprawnień do wykonywania prac pomiarowych dla mierniczych przysięgłych
- plany i inne dowody pomiarowe opatrzone pieczęcią mierniczego przysięgłego uzyskały status dokumentu urzędowego.

## Związek Mierniczych Przysięgłych oraz Stowarzyszenie Mierniczych Przysięgłych

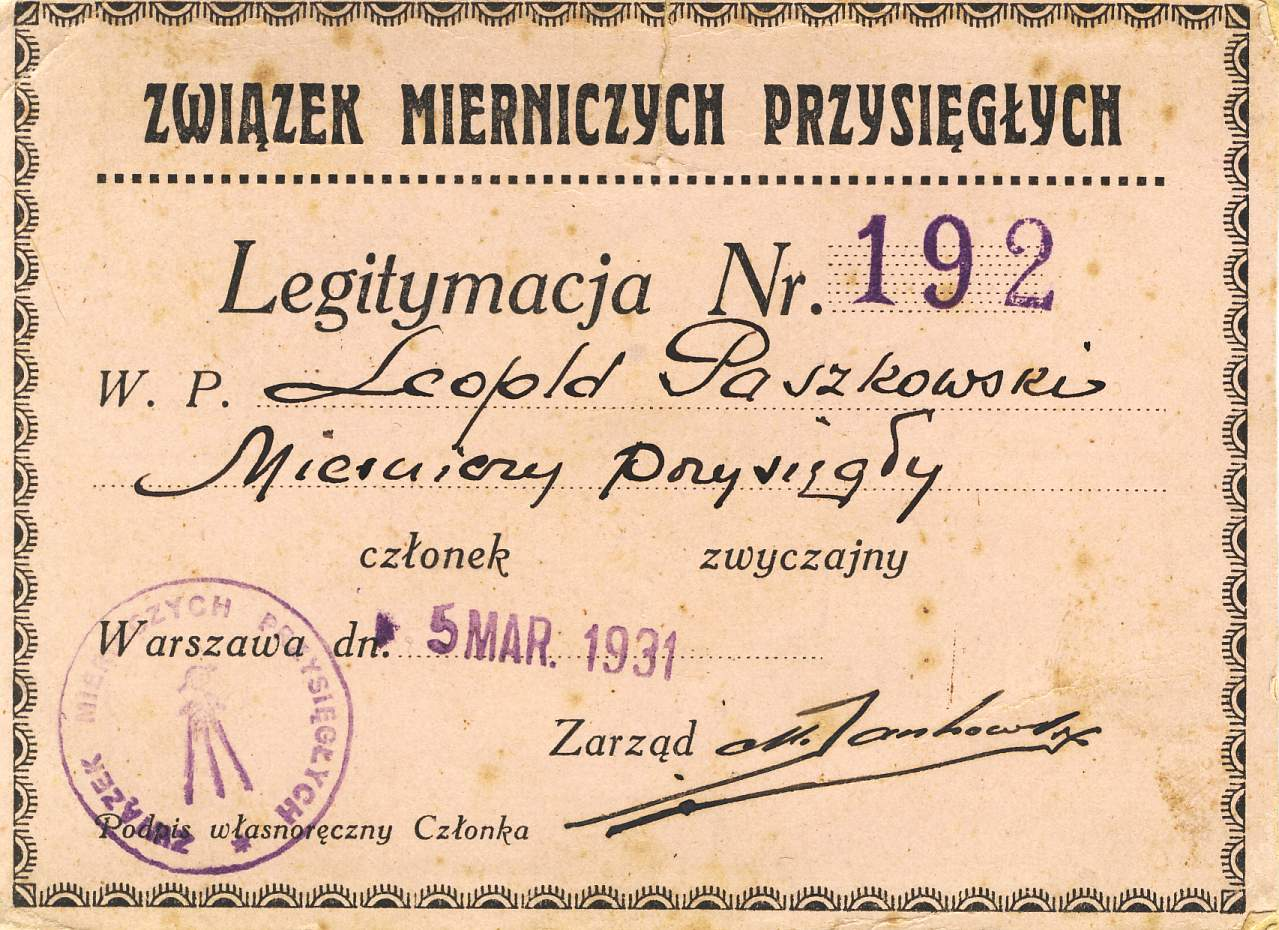
Legitymacja członka Związku Mierniczych Przysięgłych z 1931 r.

W niedługim okresie po wejściu w życie ustawy z 1925 r., bo już 4 stycznia 1926 r. powstał Związek Mierniczych Przysięgłych. Jego członkami zostawali masowo nowo mianowani mierniczowie przysięgli. Związek prowadził działalność naukową i zawodową, bronił spraw zawodowych oraz zapewniał pomoc materialną i moralną.
7 kwietnia 1935 r. Związek przekształcił się w Stowarzyszenie Mierniczych Przysięgłych Rzeczypospolitej Polskiej, w skrócie STOMP. Siedziba główna była w Warszawie, z lokalnymi oddziałami w następujących miastach: Białystok, Brześć nad Bugiem, Katowice, Kielce, Lublin, Łódź, Łuck, Nowogródek, Poznań, Toruń, Warszawa, Wilno. Zjazdy członków odbywały się corocznie. W 1938 r. Stowarzyszenie liczyło 721 członków. Ostatni zjazd odbył się w Poznaniu w czerwcu 1939 r.

## Działalność mierniczych przysięgłych po II wojnie światowej
W czasie II wojny światowej w Polsce zginęło około 1200 geodetów.
Również wielu z nich straciło życie w obozach hitlerowskich i łagrach sowieckich. Migracje ludnościowe zmieniły rozmieszczenie biur mierniczych przysięgłych w nowych województwach Polski.
Dekret z dnia 30 marca 1945 r. o pomiarach kraju i organizacji miernictwa, stworzył nowe warunki pracy i organizacji miernictwa w Polsce.
Pomimo zmniejszonej liczby, środowisko geodetów było jednym z pierwszych, które samoistnie zorganizowało się po wojnie. Zadania geodezyjne wykonywali wówczas zarówno mierniczowie przysięgli, jak i inni pracownicy państwowego sektora geodezji. Zapotrzebowanie było tak duże, że przewyższało możliwości wykonawcze samych mierniczych przysięgłych. Ustrój polityczny nie tylko utrudniał prywatyzację tego zawodu, ale również sprzyjał uspołecznionym formom organizacji pracy. Sytuację pogarszało 8-krotnie większe opodatkowanie w stosunku do przedsiębiorstw państwowych.
Spowodowało to stopniową likwidację prywatnych biur i przechodzenie do sektora państwowego tak, że w 1949 r. zanikła prywatna działalność w geodezji. Zawód mierniczego przysięgłego przeszedł do historii po wydaniu dekretu z 24 kwietnia 1952 r. o państwowej służbie geodezyjnej i kartograficznej, w świetle którego ustawa o mierniczych przysięgłych z 1925 r. utraciła moc prawną.
1 stycznia 1953 r. zlikwidowano 48 ostatnich biur mierniczych przysięgłych.

## Lista mierniczych przysięgłych

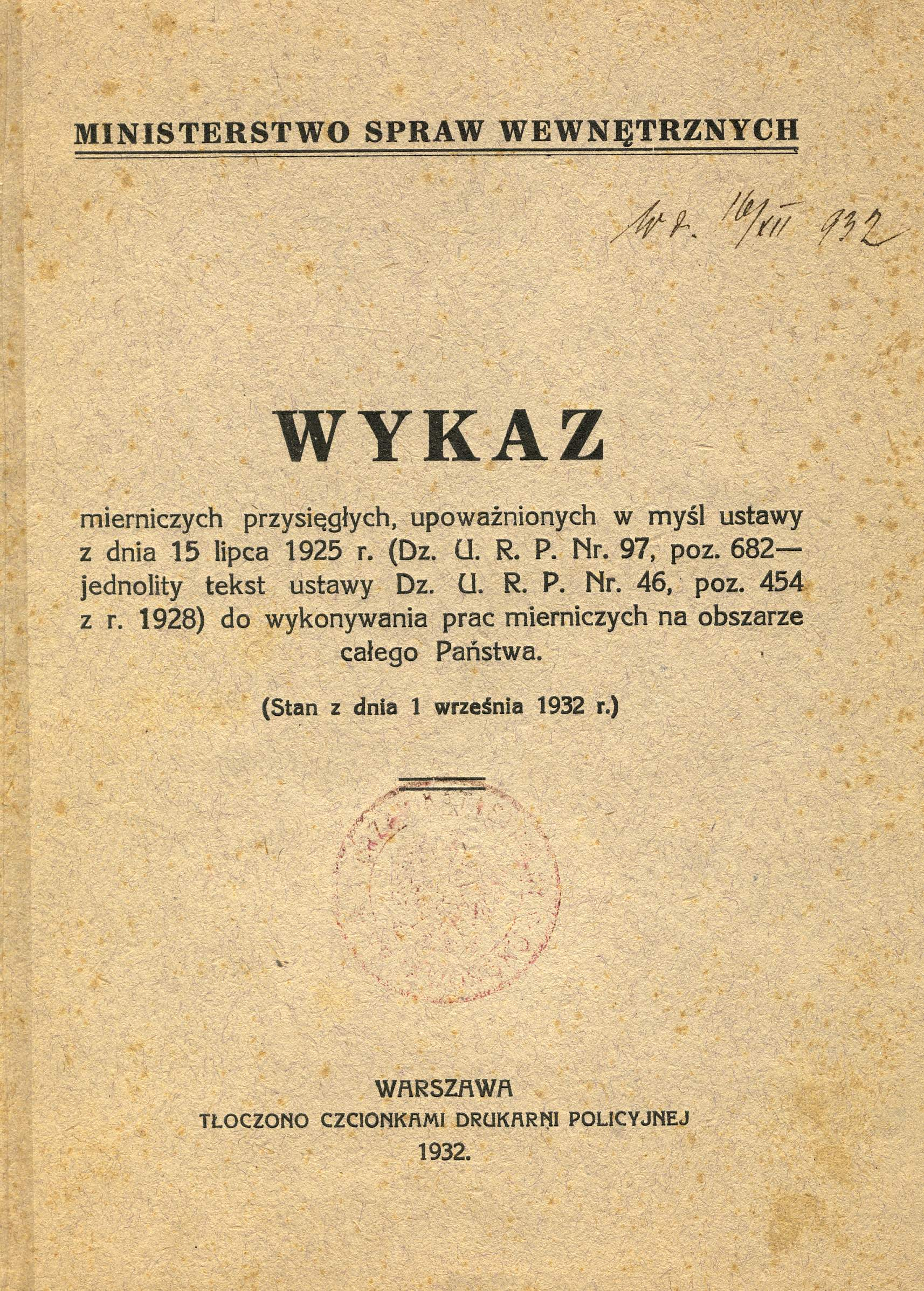
Okładka broszury Wykaz mierniczych przysięgłych... z 1932 r.

Z uwagi na to, że obecnie zawód mierniczego przysięgłego nie istnieje, to lista mierniczych przysięgłych jest zamknięta. Większość nazwisk widnieje w dwóch głównych publikacjach rządowych.
Nazwiska mierniczych przysięgłych którzy zdobyli tytuł (zdali egzamin) w okresie od dnia 1 września 1932 roku do 31 sierpnia 1939 roku, a nawet w okresie powojennym do 1950 roku, znajdują się w Wojewódzkich Dziennikach dla poszczególnych województw, z lat 1932 do 1950.

### Broszura z 1932 r.
Broszura Ministerstw Spraw Wewnętrznych wydaną w 1932 r. pt. Wykaz mierniczych przysięgłych upoważnionych w myśl ustawy z dnia 15 lipca 1925 roku, do wykonywania prac mierniczych na obszarze całego państwa zawiera 833 nazwiska mierniczych przysięgłych, który otrzymali ten tytuł do 1 września 1932 r. Podane były nie tylko nazwiska osób, ale również siedziby biur i daty złożenia przysięgi.

### Wykaz z 1947 r.
Stan ilościowy pozostałych przy życiu mierniczych przysięgłych, próbowano określić sporządzając Wykaz czynnych biur mierniczych przysięgłych w poszczególnych województwach R. P. według stanu na dzień 31 grudnia 1947 roku. (zm. D. U. GUPK 6/48, 1/49, 9/49). Stan uzupełniono na 30 czerwca 1949 r. Była to ostatnia urzędowa publikacja na temat biur mierniczych przysięgłych.
Według tego spisu, ujawniło się ogółem 527 mierniczych przysięgłych.